# Permeabilitat hidràulica
La permeabilitat és la capacitat que té un material de permetre a un flux que ho travessi sense alterar la seva estructura interna. S'afirma que un material és permeable si deixa passar a través d'ell una quantitat apreciable de fluid en un temps donat, i impermeable o no permeable si la quantitat de fluid és negligible.
La velocitat amb la qual el fluid travessa el material depèn de tres factors bàsics:
- la porositat del material i la seva estructura;
- la viscositat del fluid considerat, afectada per la seva temperatura;
- la pressió al fet que està sotmès el fluid.

Per ser permeable, un material ha de ser porós, és a dir, ha de contenir espais buits o porus que permetin un pas fàcil del fluid a través del material. Al seu torn, tals espais han d'estar interconnectats perquè el fluid disposi de camins per passar a través del material.
D'altra banda, cal parlar d'una "permeabilitat intrínseca" (també cridada "coeficient de permeabilitat"); com a constant lligada a les característiques pròpies o internes del terreny. I d'una "permeabilitat real" o de Darcy, com a funció de la permeabilitat intrínseca més les de les característiques del fluid.

## Unitats
La "permeabilitat intrínseca" en el SMD es mesura en cm² o m². La unitat derivada de la Llei de Darcy és el darcy, i habitualment s'utilitza el milidarcy:
Conversió: {\displaystyle 1\,\mathrm {Darcy} \,=\,9{,}86923\,\cdot \,10^{-13}\,\mathrm {m} ^{2}}
La permeabilitat de Darcy es mesura, en canvi, en unitats de velocitat: cm/segon o m/segon.

## Determinació de la permeabilitat real o de Darcy
La permeabilitat intrínseca de qualsevol material porós, es determina mitjançant la fórmula de Darcy:
{\displaystyle {\kappa }_{I}=C\cdot d^{2}}
on:
{\displaystyle {\kappa }_{I}\,}, permeabilitat intrínseca [L²]
{\displaystyle C\,}, constant adimensional relacionada amb la configuració del fluid.
{\displaystyle d\,}, diàmetre mitjà dels pors del material [L]
La permeabilitat real, en canvi, es pot determinar directament mitjançant la Llei de Darcy o estimar-la utilitzant taules empíriques derivades d'ella.
La permeabilitat real és una part de la constant proporcional en la Llei de Darcy, que es relaciona amb les diferències de la velocitat del fluid i les seves propietats físiques (per exemple, la seva viscositat) en un rang de pressió aplicat a la mitjana de porositat. La constant proporcional específica per a l'aigua travessant una porositat mitjana és la conductivitat hidràulica. La permeabilitat intrínseca és una funció de la porositat, no del fluid.

## Permeabilitat del sòl
En geologia la determinació de la permeabilitat del sòl té una important incidència en els estudis hidràulics per determinar la capacitat portant del substrat (per exemple previ a la construcció d'edificis o obres civils), per a estudis d'erosió i per a mineralogia, entre altres aplicacions.
La permeabilitat del sòl sol augmentar per l'existència de falles, esquerdes, juntes o altres defectes estructurals. Alguns exemples de roca permeable són la calcària i l'arenita, mentre que l'argila, margues (roques sedimentàries d'aspecte similar a la calcària, compostes per argiles i carbonat de calci a parts iguals), pissarra o el basalt són pràcticament impermeables.

### Taula de permeabilitat intrínseca d'alguns tipus de sòls
| Permeabilitat relativa                   | Permeabilitat                 | Permeabilitat                 | Permeabilitat           | Permeabilitat           | Semi-Permeable         | Semi-Permeable                | Semi-Permeable                | Semi-Permeable                | Molt poc permeable            | Molt poc permeable          | Molt poc permeable          | Molt poc permeable | Molt poc permeable |
| Sorra o grava no consolidada             | Grava contínua (o arrodonida) | Grava contínua (o arrodonida) | Sorra contínua o mixta  | Sorra contínua o mixta  | Sorra contínua o mixta | Sorra fina, llot, Loess, Loam | Sorra fina, llot, Loess, Loam | Sorra fina, llot, Loess, Loam | Sorra fina, llot, Loess, Loam |                             |                             |                    |                    |
| Argila no consolidada i matèria orgànica |                               |                               |                         |                         | Torba                  | Torba                         | Estrat argilenc               | Estrat argilenc               | Estrat argilenc               | Argila expansiva            | Argila expansiva            | Argila expansiva   | Argila expansiva   |
| Roca consolidada                         | Roques molt fracturades       | Roques molt fracturades       | Roques molt fracturades | Roques molt fracturades | Roca petrolífera       | Roca petrolífera              | Roca petrolífera              | Pedra arenisca                | Pedra arenisca                | Roca sedimentària, dolomita | Roca sedimentària, dolomita | Granit             | Granit             |
| κ (cm/s)                                 | 0.001                         | 0.0001                        | 10−5                    | 10−6                    | 10−7                   | 10−8                          | 10−9                          | 10−10                         | 10−11                         | 10−12                       | 10−13                       | 10−14              | 10−15              |
| κ (miliDarcys)                           | 10+8                          | 10+7                          | 10+6                    | 10+5                    | 10,000                 | 1,000                         | 100                           | 10                            | 1                             | 0.1                         | 0.01                        | 0.001              | 0.0001             |

### Incidència dels factors químics
També els factors químics tenen una influència directa en la permeabilitat. L'estructura del sòl es veu influenciada per la naturalesa i la quantitat d'ions presents, és a dir, dels elements que participen directament o indirecta en totes les activitats hidrodinàmiques, químiques i biològiques del sòl.
En el quadre següent es presenta la quantitat en cm3 d'aigua filtrada en una hora en un mateix terreny argilenc saturat amb diferents cations, sense modificar el gradient hidràulic o diferència de pressió:
| Catió | H  | Ba | Ca | K  | Na | Li |
| cm³   | 51 | 44 | 37 | 18 | 14 | 13 |

### Permeabilitat i drenatge
De l'esmentada llei de Darcy es deriva també una fórmula que relaciona el volum d'aigua que travessa una mostra amb la seva permeabilitat tenint en compte el diferencial de pressió:
{\displaystyle {Q=K*I*A}}
On:
- {\displaystyle Q=} Quantitat d'aigua drenada a través de la mostra per unitat de temps, (cm³/h)
- {\displaystyle K=} Conductivitat hidràulica o coeficient de permeabilitat. S'expressa generalment en (cm/h).
- {\displaystyle I=} Gradient piezomètric disponible; (m/m)
- {\displaystyle A=} Secció transversal per on es filtra l'agua de la mostra (cm²).

Quan es mesura la filtració tant al camp com a laboratori, a l'inici de la prova els valors són majors i progressivament s'estabilitzen en uns valors finals que són els que caracteritzar un sòl realment. La velocitat final d'infiltració es denomina Vf.
Per al mesurament de la velocitat final d'infiltració, en el camp, sobre el sòl inalterat, s'utilitza el infiltrómetre de doble cilindre.
Els valors finals d'infiltració (Vf) per als diversos sòls es presenten en la taula següent.
| Textura               | Vf (cm/h)   |
| SC, SiC, C            | 0,25 – 0,75 |
| SCL, CL, SiCL         | 0,65 – 1,90 |
| SL (finíssim), L, SiL | 1,25 – 3,80 |
| SL                    | 2,50 – 7,50 |
| LS                    | 5,00 – 10,0 |
| > 7,5                 |             |

### Recomanacions
Segons recomanació del "Soil Conservation Service"" dels Estats Units la permeabilitat es classifica de la següent forma:
| Molt lenta | Lenta | Moderadament lenta | Moderada  | Moderadament elevada | Elevada    | Molt elevada |        |
| K (cm/h)   | < 0,1 | 0,1 – 0,5          | 0,5 – 2,0 | 2,0 – 6,5            | 6,5 – 12,5 | 12,5 – 25,0  | > 25,0 |

Per a efecte del reg, es recomanen generalment els següents límits:
- Sòls amb valors de < K 10–6 m/s o Vf < 0,5 cm/h, és a dir, que són gairebé impermeables, no poden regar-se sense millorar prèviament l'estructura.
- Sòls amb valors 10 –6 < K < 5 x10 –6 m/s o 0,5 < Vf < 1,5 cm/h, són molt poc permeables i han de regar-se amb molta precaució.
- Sòls amb valors 5x10 –6 < K < 5 x10 –5 m/s o 1,5 < Vf < 7,5 cm/h, són moderadament permeables fins a permeables, i s'adapten al reg superficial per escurrimiento, per vores o solcs.
- Sòls amb valors de > K 5 x10 –5 m/s o Vf > 7,5 cm/h, són molt permeables i es presten a ser regats per aspersión.